# Aphis utilis
Aphis utilis är en insektsart. Aphis utilis ingår i släktet Aphis och familjen långrörsbladlöss. Inga underarter finns listade i Catalogue of Life.